# الجريان السطحي في المناطق الحضرية
الجريان السطحي في المناطق الحضرية، وهو جريان مياه الهطول السطحية الناجم عن التوسع الحضري. يُعد الجريان السطحي مصدرًا رئيسيًا للفيضانات وتلوث المياه في المجتمعات الحضرية في جميع أنحاء العالم.
تُشيّد أسطح غير نفاذة، مثل الطرق ومواقف السيارات وأسطح المباني وأرصفة المُشاة، خلال تطوير الأراضي. تنقل هذه الأسطح أثناء العواصف المطيرة وحوادث الهطول الأخرى، مياه الأمطار الملوثة إلى خزانات التجميع، بدلاً من السماح للماء بالتخلل عبر التربة. تقوم معظم شبكات الصرف المطرية البلدية بتصريف مياه الأمطار دون معالجة إلى الجداول والأنهار وغيرها من المسطحات المائية. يحمل الجريان السطحي في المناطق الحضرية مزيجًا من الملوثات مثل الرواسب والأسمدة والبكتيريا والمعادن وغيرها.
يؤدي تطوير الأراضي في الغالب إلى انخفاض منسوب سطح المياه الجوفية (بسبب انخفاض تغذية المياه الجوفية) ويتسبب أيضًا في حدوث الفيضانات، وذلك لأن الأسطح غير النفاذة تقلل من كمية الجريان السطحي التي تتسرب إلى التربة. يمكن للمياه الفائضة أيضًا أن تشق طريقها إلى ممتلكات الناس من خلال السراديب والتسرب من خلال الجدران بناء وأرضياته.

## الفيضانات في المناطق الحضرية

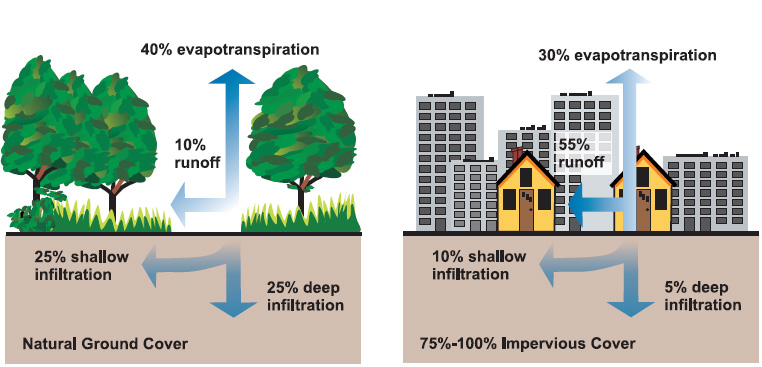
توضيح للعلاقة بين الأسطح غير المنفذة والجريان السطحي

يُعد الجريان السطحي في المناطق الحضرية سببًا رئيسيًا لحدوث الفيضانات الحضرية، وغمر الأراضي أو الممتلكات في بيئة عمرانية بسبب هطول الأمطار الذي يزيد عن قدرة شبكات الصرف على التصريف، مثل شبكات الصرف المطرية. تتميز الفيضانات الحضرية بسبب الفيضانات المفاجئة، وعرام العواصف، والفيضانات المتكررة، أو ذوبان الثلوج، بتأثيراتها المتكررة والمكلفة والشاملة على المجتمعات، بصرف النظر عما إذا كانت هذه المجتمعات تقع داخل السهول الفيضية المُحددة رسميًا أو بالقرب من مسطح مائي ما.
توجد العديد من الطرق التي تدخل بها مياه الأمطار إلى المباني العمرانية: إمدادات المياه من خلال أنابيب الصرف الصحي والمراحيض والمغاسل في المباني، والتسرب من خلال جدران وأرضيات البناء، وتجميع المياه على الممتلكات والمباني العامة، وفيضان المياه من المسطحات المائية مثل الأنهار والبحيرات. تُعد الفيضانات الحضرية السبب الرئيسي لفيضانات السراديب السكنية في الأبنية ذات السراديب.
جرى التحقق من تدفقات الفيضانات في البيئات الحضرية مؤخرًا نسبيًا، وذلك على الرغم من أحداث الفيضانات التي استمرت بالحدوث لقرون عديدة، وذكر بعض الباحثين تأثير تخزين المياه في المناطق الحضرية. نظرت العديد من الدراسات في أنماط التدفق وإعادة التوزيع في الشوارع خلال العواصف وتداعياتها عبر نمذجة تلك الفيضانات. بحثت بعض الأبحاث الحديثة في معايير الإخلاء الآمن للأفراد في المناطق التي غمرتها الفيضانات. أظهرت بعض القياسات الميدانية الأخيرة خلال فيضانات كوينزلاند (2010-2011) أن أي معيار يعتمد فقط على سرعة التدفق أو عمق المياه أو قود الدفع المحددة، لا يمكن أن يفسر المخاطر التي تسببها تقلبات السرعة وعمق المياه. تتجاهل هذه الاعتبارات كذلك المخاطر المرتبطة بالحطام الكبير الذي تتسبب فيه حركة التدفق.

## الملوثات
تميل المياه المتدفقة من هذه الأسطح المتصلة إلى التقاط وقود السيارات وزيت المحركات والفلزات الثقيلة والمخلفات والملوثات الأخرى من الطرق ومواقف السيارات، بالإضافة إلى الأسمدة ومبيدات الآفات من المروج. تُعد الطرق ومواقف السيارات مصادر رئيسية للهيدروكربونات العطرية متعددة الحلقات (بّي إيه إتش إس)، والتي تُنتج بمثابة منتجات ثانوية لاحتراق وقود السيارات وأنواع الوقود الأحفوري الأخرى، وكذلك من الفلزات الثقيلة مثل النيكل والنحاس والزنك والكادميوم والرصاص. يساهم الجريان السطحي الحاصل على أسطح المباني بتشكيل مستويات عالية من المركبات العضوية الاصطناعية والزنك (من المزاريب المجلفنة). يُعد استخدام الأسمدة في المروج السكنية والحدائق وملاعب الغولف مصدرًا للنترات والفوسفور قابلًا للقياس في الجريان السطحي في المناطق الحضرية عندما يجري التسميد بطريقة خاطئة أو عندما يكون العشب مُفرَط التسميد.
تؤدي التربة المُعرّاة أو مواقع البناء سيئة الصيانة إلى زيادة ترسيب مياه الجريان السطحي في أغلب الأحيان. تستقر المواد المُرسّبة في قاع المسطحات المائية، ويمكن أن يؤثر هذا الأمر بشكل مباشر على جودة المياه. يمكن أن تزيد المستويات المفرطة من الرواسب في المسطحات المائية من خطر الإصابة بالعدوى والأمراض من خلال ترسب مستويات عالية من المغذيات في التربة. يمكن أن تقلل هذه المستويات العالية من المغذيات من الأكسجين وتعزز نمو الطحالب مع الحد من نمو النباتات الأصلية. تمتلك النباتات المحلية المحدودة والطحالب الزائدة القدرة على تعطيل النظام البيئي المائي بأكمله بسبب محدودية نفاذ الضوء، وانخفاض مستويات الأكسجين، وانخفاض احتياطيات الطعام. من المحتمل أن تضر المستويات المفرطة من الرواسب والمواد الصلبة العالقة بالبنية التحتية الحالية أيضًا. يمكن للترسيب أن يزيد من الجريان السطحي عن طريق توصيل أنظمة الحقن تحت الأرض، وبالتالي زيادة كمية الجريان السطحي على السطح. يمكن أن تؤدي زيادة مستويات الترسيب أيضًا إلى تقليل سعة تخزين الخزانات، ويمكن أن يؤدي هذا الانخفاض في سعة الخزان إلى زيادة نفقات وكالات الأراضي العامة مع التأثير أيضًا على جودة مياه مناطق الاستجمام.
قد يتسبب الجريان السطحي أيضًا في التسمم بالفلزات الثقيلة في الحياة المائية، إذ تُنقل كميات صغيرة من الفلزات الثقيلة عن طريق الجريان السطحي إلى المحيطات، وبالتالي يجري تناولها من خلال الكائنات التي تعيش في الحياة المائية، ولا يمكن التخلص من هذه المعادن الثقيلة نتيجةً لتراكمها داخل تلك الحيوانات. تتراكم هذه المعادن مع مرور الوقت إلى مستويات سامة، مؤديةً لموت الحيوانات المائية. يمكن أن يؤثر هذا التسمم بالفلزات الثقيلة أيضًا على البشر في حال تناولهم حيوانًا مسمومًا مثلًا، ما يزيد من فرصة التسمم بالفلزات الثقيلة أيضًا.
يقل حمل الرواسب الطبيعية التي يجري تصريفها إلى المياه المُستقبلة نظرًا لتدفق مياه الأمطار إلى مصارف مياه الأمطار والمياه السطحية، ولكن يزداد كلًا من تدفق المياه وسرعتها. في الواقع، يخلق الغطاء غير النفاذ في مدينة نموذجية خمسة أضعاف كمية الجريان السطحي الحاصل في غابة نموذجية من نفس الحجم.